# Unione Sportiva Forlimpopoli 1937-1938
Questa voce raccoglie le informazioni riguardanti l'Unione Sportiva Forlimpopoli nelle competizioni ufficiali della stagione 1937-1938.

## Rosa
| N. |                   | Ruolo | Calciatore          |
| -- | ----------------- | ----- | ------------------- |
|    | Italia (bandiera) |       | Giovanni Acquisti   |
|    | Italia (bandiera) |       | Giuseppe Baccilieri |
|    | Italia (bandiera) |       | Riccardo Babini     |
|    | Italia (bandiera) | D     | Adler Bonci         |
|    | Italia (bandiera) |       | Bruno Braga         |
|    | Italia (bandiera) |       | Francesco Conti     |
|    | Italia (bandiera) | P     | Giorgio Fioravanti  |
|    | Italia (bandiera) |       | Nicola Furgani      |
|    | Italia (bandiera) |       | Nello Liverani      |

| N. |                   | Ruolo | Calciatore            |
| -- | ----------------- | ----- | --------------------- |
|    | Italia (bandiera) |       | Guido Medri           |
|    | Italia (bandiera) |       | Giuseppe Minghetti    |
|    | Italia (bandiera) |       | Otello Sabloni        |
|    | Italia (bandiera) |       | Alfredo Silvestro     |
|    | Italia (bandiera) |       | Renzo Trovabene       |
|    | Italia (bandiera) |       | Augusto Veronesi      |
|    | Italia (bandiera) |       | Giordano Bruno Zanasi |
|    | Italia (bandiera) | C     | Leo Zavatti           |